# IGR J17329-2731
IGR J17329-2731 — симбиотическая рентгеновская двойная звезда в созвездии Змееносец, которая находится на расстоянии около 8806 световых лет от Солнца.

## Характеристики
IGR J17329-2731 представляет собой двойную звезду, состоящую из красного гиганта класса M6 и нейтронной звезды. В течение долгого времени гравитация нейтронной звезды «воровала» звёздное вещество у соседки, образовав аккреционный диск. Когда масса диска достигла критического момента, стала происходить аккреция звёздного вещества, в результате чего произошла мощная рентгеновская вспышка в диапазоне энергий от 20 до 40 килоэлектронвольт. Это событие 13 августа 2017 года зарегистрировала орбитальная обсерватория INTEGRAL (проект Европейского космического агентства в сотрудничестве с Роскосмосом и НАСА). На участок неба, где находится IGR J17329-2731, были направлены космические телескопы Swift, XMM-Newton и NuSTAR, чтобы выяснить природу вспышки. Учёным удалось впервые наблюдать рождение симбиотической двойной звезды, то есть такой системы, где один компонент перетягивает на себя звёздное вещество другого компонента. Подобные объекты редки во Вселенной; на данный момент науке известно лишь 10 симбиотических двойных.